# Henrikas Tamulis
Henrikas Tamulis (*  27. September 1938 in Kretinga) ist ein litauischer Politiker.

## Leben
Nach dem Abitur 1956 an der Julius-Janonis-Mittelschule in Šiauliai absolvierte er 1961 das Diplomstudium des Bauingenieurwesens am Kauno politechnikos institutas.
Von 1961 bis 1967 arbeitete er als Meister im Trest der Sanitärtechnik-Arbeiten. Von 1967 bis 1974 war er leitender Ingenieur. Von 1991 bis 1997 war er Generaldirektor im Unternehmen UAB „Santechnika“. Von 1998 bis 2000 war er Bürgermeister von Kaunas und 2000 Leiter von Valstybinė mokesčių inspekcija am Finanzministerium (Litauen).
Seit 1996 ist er Mitglied von Tėvynės sąjunga - Lietuvos krikščionys demokratai.